# 北海道小樽水産高等学校
北海道小樽水産高等学校（ほっかいどうおたるすいさんこうとうがっこう）は、北海道小樽市にある公立（道立）の水産高等学校。略称は「樽水」（たるすい）。

## 校章
小樽水産高校の校章は「逆巻く怒涛に囲まれた北極星」をかたどっている。

## 教育目標
本校教育ノ目標 
本校教育ノ目標ハ、教育ヲ産業ノ実際ニ即セシメ、将来国家ノ重要産業ヲ双肩ニ荷フ、
人格・識見・力量アル産業人タルノ堅キ信念ノ下ニ、実社会ニ於ケル産業ノ機能ヲ理会シ、
至誠以テ事ニ当ルノ 精神ト堅忍克ク艱苦ニ堪フルノ気魄トヲ涵養シ、細密周到常ニ全生活ヲ内省シツツ、
一意水産業ノ振興ニ勇往邁進スル人物ヲ養成スルニアリ。 
（昭和一〇年九月二五日制定）※小樽水産高校HPより引用

## 校歌
ラッパと太鼓が印象的である。

## 沿革
- 1905年（明治38年）4月1日 - 「北海道庁立水産学校」創立
- 1907年（明治40年）1月15日　本科の修養年限を4年とし、第3学年以上を漁撈、製造、養殖の3分科とし、別科を置く
- 1907年（明治40年）1月16日 - 「北海道庁立小樽水産学校」創立
- 1907年（明治40年）2月1日 - 小樽区若竹町（現在地）に新校舎落成・移転。寄宿舎「白樺寮」開設
- 1907年（明治40年）7月24日 - 実習船「報徳丸」（無動力川崎船）竣工
- 1916年（大正5年）4月17日 - 実習船初代「若竹丸」（総トン数19.5）竣工
- 1922年（大正11年）4月22日 - 実習船第2代「若竹丸」（総トン数45.9）竣工
- 1924年（大正13年）2月2日 - 学則を改定し、修業年限を5年とする
- 1924年（大正13年）9月3日 - 漁撈科練習科（修業年限2年）設置
- 1938年（昭和13年）4月1日 - 北海道庁青年学校教員養成所第2臨時養成所併置

- 1945年（昭和20年）1月20日 - 実習船「若竹丸」台湾において空襲により撃沈

- 1947年（昭和22年）3月13日 - 教員臨時養成所廃止
- 1948年（昭和23年）4月1日 - 「北海道立小樽水産高等学校」と改称。漁業、水産製造、水産増殖の3学科を置く
- 1950年（昭和25年）4月1日 - 「北海道小樽水産高等学校」と改称
- 1950年（昭和25年）9月10日 - 実習船第3代「若竹丸」（総トン数54.9）竣工
- 1954年（昭和29年）5月31日 - 実習船「拓洋丸」（総トン数171.6）竣工
- 1955年（昭和30年）6月1日 - 専攻科漁業科（修業年限2年）設置
- 1958年（昭和33年）11月18日 - 校舎改築移転
- 1959年（昭和34年）4月1日 - 専攻科「無線通信科」設置
- 1964年（昭和39年）4月1日 - 本科「無線通信科」設置
- 1970年（昭和45年）4月1日 - 「水産増殖科」を「漁業経営科」と改称
- 1972年（昭和47年）3月28日 - 栽培漁業実習場設置（古平町）
- 1973年（昭和48年）4月1日 - 「北海道教育庁実習船管理局」設置に伴い実習船「若竹丸」「拓洋丸」を移管
- 1977年（昭和52年）4月1日 - 「漁業経営科」を「栽培漁業科」と改称
- 1984年（昭和59年）2月28日 - 屋内体育館等校舎改築
- 1984年（昭和59年）12月18日 - 漁艇「わかたけ」竣工
- 1984年（昭和59年）12月24日 - 寄宿舎「白樺寮」落成
- 1985年（昭和60年）10月5日 - 創立80周年記念式典挙行
- 1986年（昭和61年）12月26日 - 艇庫完成
- 1987年（昭和62年）10月20日 - 和艇「ひらいそ2号」（総トン数2.0、船外機）竣工
- 1988年（昭和63年）4月9日 - 女子生徒入学許可（漁業科以外）
- 1991年（平成3年）2月28日 - カッター（9m型エンジン付）2艇竣工
- 1992年（平成4年）4月1日 - 「水産製造科」を「水産食品科」、「無線通信科」を「情報通信科」と改称
- 1994年（平成6年）4月1日 - 「漁業科」を「海洋漁業科」と改称
- 1995年（平成7年）4月1日 - 専攻科「無線通信科」を「情報通信科」と改称
- 1995年（平成7年）10月7日 - 創立90周年記念式典挙行
- 1998年（平成10年）6月	　　　　 - 校舎改築設計
- 1999年（平成11年）8月25日 - 校舎改築第一期工事着工
- 2000年（平成12年）9月26日 - 校舎改築第一期工事完成
- 2000年（平成12年）11月14日 - 校舎改築第二期工事着工
- 2001年（平成13年）11月16日 - 校舎改築第二期工事完成
- 2002年（平成14年）7月5日 - 校舎改築第三期工事着工
- 2003年（平成15年）3月25日 - 校舎改築第三期工事完成
- 2003年（平成15年）5月16日 - 校舎改築落成記念式典挙行

## 学科
- 海洋漁業科 - 漁業や船舶の運航、潜水や海洋の利用などを学ぶ
- 水産食品科 - 水産生物を中心とした食品の製造、管理、流通について学ぶ
- 栽培漁業科 - ヒラメやウニなどの生産やプランクトンの培養、水産生物の生態や海洋環境などについて学ぶ
- 情報通信科 - 「無線従事者資格」を取得するための専門的な学習をはじめ情報処理の様々な分野を学ぶ

## 局・部・同好会活動
- 局

・太鼓　・放送　・報道
- 部

・サッカー	・バドミントン	・ヨット	
・野球	・卓球	・弓道　・バスケット	
・陸上競技	・柔道	・剣道	・空手道	
・相撲
- 同好会

・生物	・登山	・パソコン　・茶華道
・ボランティア	・軽音楽　・軟式野球	
・女子バレーボール

## 進路
北海道小樽水産高等学校では、75%ほどが就職。残りの25%ほどが進学（大学・短大・専門学校・専攻科）となっている。

## 専攻科
専攻科2年課程が設置されており、海技士資格を取得する「漁業科」、無線従事者資格及び電気通信に関する上級資格取得を目指す「情報通信科」の2つの学科がある。

## 白樺寮
1911年に完成し、1984年に改修された。
定員は1室4名で計44名。現在は1室2名で30名弱が入寮している。

## 主な出身者
- 亀山英輝 - プロ野球選手(独立リーグ)
- 木村盛武 - 野生動物研究家
- 藤沢良一 - 元ノルディックスキー選手
- 升田重蔵 - 元寿都町長

## アクセス
- JR函館本線小樽築港駅より徒歩